# Dorema
Dorema là chi thực vật có hoa trong họ Apiaceae.